# Casper Øyvann
Casper Øyvann (7 dicembre 1999) è un ex giocatore di calcio a 5 e calciatore norvegese, difensore del Molde.

## Carriera
Cresciuto nelle giovanili del Bodø/Glimt, a partire dal campionato 2015-2016 ha alternato l'attività calcistica con quella nel calcio a 5, entrambe regolamentate dalla Norges Fotballforbund.
A partire dalla Futsal Eliteserie 2016-2017, ha giocato nella massima divisione locale di calcio a 5.
Il 19 aprile 2018 ha invece esordito nella prima squadra del Bodø/Glimt: è stato schierato titolare nella vittoria per 1-4 arrivata sul campo del Melbo, sfida valida per il primo turno del Norgesmesterskapet.
Il 5 dicembre 2018 ha debuttato per la Nazionale di calcio a 5 della Norvegia: ha giocato in occasione della vittoria per 2-5 sulla Groenlandia.
Ad agosto 2019, il Bodø/Glimt lo ha ceduto in prestito al Mjølner. L'8 settembre ha quindi esordito in 2. divisjon con questa maglia, nella sconfitta per 4-2 contro il Fram Larvik.
Rientrato al Bodø/Glimt a fine stagione, in data 18 febbraio 2020 è stato ceduto ufficialmente a titolo definitivo al Tromsdalen.
Il 17 febbraio 2021 ha firmato un contratto biennale con il Tromsø. Il 7 maggio 2023 ha prolungato l'accordo che lo legava al club, fino al 31 dicembre 2025.
Il 23 agosto 2023 è passato al Molde, a cui si è legato fino al 31 dicembre 2026.

## Statistiche

### Presenze e reti nei club
Statistiche aggiornate al 23 agosto 2023.
| Stagione          | Squadra           | Campionato        | Campionato | Campionato | Coppe nazionali | Coppe nazionali | Coppe nazionali | Coppe continentali | Coppe continentali | Coppe continentali | Altre coppe | Altre coppe | Altre coppe | Totale | Totale | Totale |
| Stagione          | Squadra           | Comp              | Pres       | Reti       | Comp            | Pres            | Reti            | Comp               | Pres               | Reti               | Comp        | Pres        | Reti        | Pres   | Reti   |        |
| ----------------- | ----------------- | ----------------- | ---------- | ---------- | --------------- | --------------- | --------------- | ------------------ | ------------------ | ------------------ | ----------- | ----------- | ----------- | ------ | ------ | ------ |
| 2018              | Bodø/Glimt        | ES                | 0          | 0          | CN              | 1               | 0               | -                  | -                  | -                  | -           | -           | -           | 1      | 0      |        |
| gen.-ago. 2019    | Bodø/Glimt        | ES                | 0          | 0          | CN              | 1               | 0               | -                  | -                  | -                  | -           | -           | -           | 1      | 0      |        |
| Totale Bodø/Glimt | Totale Bodø/Glimt | Totale Bodø/Glimt | 0          | 0          |                 | 2               | 0               |                    | -                  | -                  |             | -           | -           | 2      | 0      |        |
| ago.-dic. 2019    | Mjølner           | 2D                | 8          | 0          | CN              | -               | -               | -                  | -                  | -                  | -           | -           | -           | 8      | 0      |        |
| 2020              | Tromsdalen        | 2D                | 18         | 0          | -               | -               | -               | -                  | -                  | -                  | -           | -           | -           | 18     | 0      |        |
| 2021              | Tromsø            | ES                | 18         | 0          | CN              | 2               | 0               | -                  | -                  | -                  | -           | -           | -           | 0      | 0      |        |
| 2022              | Tromsø            | ES                | 17         | 0          | CN              | 1               | 0               | -                  | -                  | -                  | -           | -           | -           | 18     | 0      |        |
| gen.-ago. 2023    | Tromsø            | ES                | 13         | 0          | CN              | 2               | 0               | -                  | -                  | -                  | -           | -           | -           | 15     | 0      |        |
| Totale Tromsø     | Totale Tromsø     | Totale Tromsø     | 48         | 0          |                 | 5               | 0               |                    | -                  | -                  |             | -           | -           | 53     | 0      |        |
| ago.-dic. 2023    | Molde             | ES                | 0          | 0          | CN              | 0               | 0               | UCL                | 0                  | 0                  | -           | -           | -           | 0      | 0      |        |
| Totale carriera   | Totale carriera   | Totale carriera   | 74         | 0          |                 | 7               | 0               |                    | 0                  | 0                  |             | -           | -           | 81     | 0      |        |

## Palmarès

### Club

#### Competizioni nazionali
- Coppa di Norvegia: 1

Molde: 2023